# Cornet (geslacht)

Cornet is een Belgisch adellijk geslacht dat diplomaten, hofdienaren en politici voortbracht.

## Geschiedenis
Koning Filips V verleende in 1711 aan Léonard d'Elzius de adellijke titel van graaf, die zou overgaan op zijn zus Thérèse d'Elzius (1671-1747), die getrouwd was met François Cornet (1670-1739); aan Cornet had keizer Karel VI in 1724 de persoonlijke titel van ridder verleend. In 1747 ging de grafelijke titel definitief over van de familie d'Elzius naar de familie Cornet.
Vanaf 1816 werden afstammelingen erkend te behoren tot de Nederlandse adel met de titel van graaf op allen.

## Beknopte genealogie
- François Cornet (1670-1739) x Thérèse d'Elzius (1671-1747).
  - Leonard Cornet, heer van Peissant (1697-1783) x Anne-Rose Daneau (1710-1791).
    - Gommaire Cornet, heer van Grez (1735-1811), Staatsraad, x Hélène de Hemptinne (1743-1771). Hij kreeg adelserkenning in 1816.
      - graaf François Cornet de Grez (1771-1827) x Thérèse de Beughem (1775-1847). Hij was kamerheer van Willem I, lid van de Tweede Kamer, commandant van de Burgerwacht in Brussel.
        - Ferdinand Cornet de Grez d'Elzius (1797-1869), x Eulalie Snoy. Hij was lid van de Tweede kamer, van het Nationaal Congres en van de Kamer van volksvertegenwoordigers. Hij was ook burgemeester van Dworp.
          - Raymond de Grez d'Elzius (1839-1896), burgemeester van Dworp, voorzitter van de provincieraad van Brabant, x prinses Olga Galitzin (1838-1912).
            - Ferdinand de Grez d'Elzius (1869-1947), diplomaat, burgemeester van Dworp, provincieraadslid, x Hélène Deudon d'Heysbroeck (1873-1919), laatste van zijn naam in deze familietak.

    - Vincent-Hyacinthe graaf Cornet d'Elzius (1743-1831), auteur van de tweede lijn, uitgestorven in 1888. Hij kreeg adelserkenning in 1823.
    - Gabriel Cornet, heer van Peissant (1752-1815) x Cecile Robyns (1774-1827).
      - Benoît Cornet d'Elzius de Peissant (1809-1848), x Elisabeth de Meester (1812-1867), auteur van de derde lijn. Aangezien zijn vader overleden was nog voor hij adelserkenning kon aanvragen onder het Verenigd Koninkrijk der Nederlanden, kreeg Benoît in 1849 onder het Koninkrijk België de erkenning, met de titel graaf, overdraagbaar bij eerstgeboorte. Na de dood van haar echtgenoot verkreeg ze in 1859 dat de titel graaf overdraagbaar werd op alle afstammelingen, zowel mannen als vrouwen.
        - Raymond Cornet d'Elzius de Peissant (1838-1906), burgemeester van Grimbergen.
          - Charles Cornet d'Elzius de Peissant (1872-1944), gemeenteraadslid van Luik
            - Antoine Cornet d'Elzius de Peissant (1896-1973)
              - Christine Cornet d'Elzius de Peissant (1944), senator.

        - Alfred Cornet d'Elzius de Peissant (1839-1898), burgemeester van Hofstade.
          - Georges Cornet d'Elzius de Peissant (1872-1946), burgemeester van Achel, provincieraadslid van Limburg en senator.

  - Benoît Cornet, heer van Chenoy en Ways-Ruart (1714-1788) x Marie-Elisabeth de Grand Ry (1725-1791).
    - Jacques graaf Cornet d'Elzius du Chenoy (1765-1829), auteur van de vierde lijn.
      - Martin Cornet de Ways-Ruart (1793-1870)
        - Félix Cornet de Ways-Ruart (1814-1871)
          - Arthur Cornet de Ways-Ruart (1838-1890), burgemeester van Vonêche
            - Paul Cornet de Ways-Ruart (1866-1951), burgemeester van Ways
            - Louis Cornet de Ways-Ruart (1874-1950), grootmaarschalk aan het hof van koning Leopold III
              - Arthur Cornet de Ways-Ruart (1933), trouwde met Denise de Pret Roose de Calesberg, achterkleindochter van burggraaf Adolphe de Spoelberch. Zijn echtgenote is een telg uit de AB InBev-families. Hij was zelf bestuurder van Interbrew, de voorloper van AB InBev.

      - Charles Cornet d'Elzius du Chenoy (1801-1878)
        - Gustave Cornet d'Elzius du Chenoy (1829-1896)
          - Charles Cornet d'Elzius du Chenoy (1860-1926)
            - Jean Cornet d'Elzius du Chenoy de Wal (1888-1961)
              - Charles Cornet d'Elzius (1922-2006), volksvertegenwoordiger, minister
              - Louis Cornet d'Elzius (1928), ambassadeur
                - John Cornet d'Elzius (1961), diplomaat, voormalig adviseur van prins Filip
                - François Cornet d’Elzius (1967), diplomaat, Ambassadeur in Cairo